# Ортис Суарес, Исан Рейнальдо
Исан Рейнальдо Ортис Суарес (исп. Isan Reynaldo Ortiz Suárez; род. 30 марта 1985, Гуантанамо) — кубинский шахматист, гроссмейстер (2011). Трёхкратный чемпион Кубы по шахматам.

## Шахматная карьера
Одним из его первых выступлений в турнирах с рейтингом ФИДЕ состоялось на Кубинском национальном Юниорском Чемпионате в 2002 году, вскоре после его семнадцатилетия, когда он появился в таблице лидеров.
Ортис выиграл Чемпионат провинции Ольгин в ноябре 2002 года и был первым в 2006 году. Он был удостоен звания гроссмейстера в 2011 году. Ортис Суарес выиграл Кубок Кубы по шахматам в 2013, 2014 и 2015 году. 
Ортис Суарес прошёл квалификацию на Кубок мира по шахматам 2011 в рамках Американского континентального чемпионата 2011 года, но проиграл свой матч первого круга молодому российскому супер-гроссмейстеру Яну Непомнящему. 
Он занял второе место на Американском Континентальном Чемпионате по шахматам в 2013 году. На Кубке мира по шахматам 2013 он победил Юдит Полгар в первом раунде со счётом 1,5-0,5, а затем проиграл французскому гроссмейстеру Максиму Вашье-Лаграву во втором раунде, и поэтому был исключен из соревнования.
Ортис Суарес выступал за Сборную Кубы на Шахматных Олимпиадах 2012 и 2014 годов, а также на Командном чемпионате мира по шахматам 2015 года. В Шахматной олимпиаде 2014 года он выиграл серебряную медаль на доске четыре благодаря своей результативности 2766 после пяти побед, двух ничьих и проигрыша.
Его результаты на Американском Континентальном Чемпионате в 2014 году позволили ему сыграть на Кубке мира по шахматам 2015 года, где он снова встретился и проиграл  Максиму Вашье-Лаграву, на этот раз в первом раунде и поэтому был исключен из Кубка.

## Изменения рейтинга
| Графики недоступны из-за технических проблем. См. информацию на Фабрикаторе и на mediawiki.org. |